# Адельцхаузен
Адельцхаузен (нем. Adelzhausen) — община в Германии, в Республике Бавария.
Община расположена в правительственном округе Швабия в восточной части района Айхах-Фридберг и непосредственно подчиняется управлению административного сообщества Дазинг. Местные регистрационные номера транспортных средств (коды автомобильных номеров) (нем. Kraftfahrzeugkennzeichen) — AIC, FDB. Центр общины — пфаррдорф Адельцхаузен.
По данным на 31 декабря 2015 года:
- территория — 1695,96 га;[4]
- население  — 1680 чел.;[5]
- плотность населения — 99,06 чел./км2;
- землеобеспеченность с учётом внутренних вод — 10 095,00 м2/чел.

## Население
По оценке на 31 декабря 2015 года население общины Адельцхаузен составляет 1680 чел. 

| Дата      | 1840 | 1871 | 1900 | 1925 | 1939 | 1950 | 1961 | 1970 | 1987 | 2011 |
| --------- | ---- | ---- | ---- | ---- | ---- | ---- | ---- | ---- | ---- | ---- |
| Население | 654  | 722  | 723  | 783  | 687  | 1076 | 853  | 862  | 1084 | 1581 |

| Год       | 1960 | 1970 | 1980 | 1990 | 2000 | 2009 | 2010 | 2011 | 2012 | 2013 | 2014 | 2015 |
| --------- | ---- | ---- | ---- | ---- | ---- | ---- | ---- | ---- | ---- | ---- | ---- | ---- |
| Население | 827  | 850  | 958  | 1139 | 1443 | 1590 | 1608 | 1573 | 1589 | 1634 | 1665 | 1680 |